# سیارک ۵۰۳۷
سیارک ۵۰۳۷ (به انگلیسی: 5037 Habing، نامگذاری:6552P-L) پنج هزار و سی و هفتمین سیارک کشف شده‌است که در ۲۴ سپتامبر ۱۹۶۰ کشف شد.
قدر مطلق سیارک برابر ۱۳٫۵۰ است.